# Johnny Lundberg
Johnny Lundberg (født 15. april 1982) er en svensk fodboldspiller.
Han startede med at spille fodbold i en alder af 6 år og fik sin debut i 2001, da han blev skiftet ind imod GIF Sundsvall. I 2004 blev han fast spiller og var med til at Landskrona rykkede op i Allsvenskan. I 2006 skrev han kontrakt med FC Nordsjælland. I sommeren 2009 skiftede han til Halmstads BK.